# Peter Dixon (economista)
Peter Bishop Dixon (Melbourne, 23 de julio de 1946) es un economista australiano conocido por su trabajo en teoría del equilibrio general y modelos de equilibrio general computables. Ha publicado varios libros y más de doscientos artículos académicos sobre modelos económicos y análisis de políticas económicas.

## Carrera
Nacido en Melbourne, hijo de Herbert Bishop Dixon y Margaret Vera Laybourne-Smith, asistió a la Melbourne Grammar School y a la Universidad Monash (BEc, 1967), Harvard (AM, PhD 1972), donde trabajó como profesor asistente de 1970 a 1972.
Luego, trabajó desde 1972 hasta 1974 para el Fondo Monetario Internacional en Washington y para el Banco de la Reserva de Australia en Sídney entre 1974 y 1975. En 1974 regresó a la Universidad de Monash. Como profesor titular en el departamento de economía y consultor del proyecto IMPACT del gobierno australiano bajo Alan Powell hasta 1978, comenzó a trabajar en la teoría del equilibrio general. Powell y Dixon recibieron conjuntamente la Medalla de Investigación de 1983 de la Royal Society of Victoria. Luego, trabajó como profesor de economía en la Universidad La Trobe hasta 1984, con una cátedra visitante en la Universidad de Harvard en 1983. Desde 1984 hasta 1991, fue profesor de economía en la Universidad de Melbourne y director del Instituto de Investigación Económica y Social Aplicada de Melbourne. Desde 1991 hasta 2014 se desempeñó como director y luego investigador principal del Centro de Estudios Políticos (CoPS) de la Universidad de Monash. Luego se trasladó a la Universidad Victoria.
Es conocido principalmente por desarrollar, con sus colaboradores, modelos de equilibrio general computable (CGE). Un desarrollo posterior del modelo multisectorial de Leif Johansen, el modelo ORANI de Dixon (1977, 1982), que lleva el nombre de su esposa, basado en el trabajo de Paul Armington y Wassily Leontief. Su desarrollo dinámico posterior, el MONASH/VU-National modelo y el modelo de Equilibrio General Aplicado de Estados Unidos (USAGE), que es ampliamente utilizado por el gobierno de Estados Unidos y el Proyecto de Análisis del Comercio Global. Estos modelos están disponibles en la implementación del software Gempack/RunGEM de CoPS.
El y su esposa, Orani, están casados desde 1968 y tienen dos hijas, incluida la académica Janine Margaret Dixon. Es miembro del Melbourne Cricket Club.

## Premios
- Miembro de la Academia de Ciencias Sociales de Australia (1982)
- Dixon y Alan Powell recibieron conjuntamente la Medalla de Investigación de la Royal Society of Victoria (1983)
- Medalla del Centenario (2001)[6]
- Beca Distinguida de la Sociedad Económica de Australia (2003)
- Profesor distinguido Sir John Monash en la Universidad de Monash (2006)
- Elegido al Salón de la Fama en el Proyecto de Análisis del Comercio Global (2015)
- Nombrado Oficial de la Orden de Australia (AO) en los Honores del Cumpleaños de la Reina de 2014.[7]

## Publicaciones
Ha publicado más de 200 artículos de trabajo y ha contribuido a varias revistas y libros. Sus principales libros incluyen:
- Dixon, Peter B. (1975). The Theory of Joint Maximization. Contributions to Economic Analysis (91). North-Holland. ISBN 0444107924,
- Dixon, Peter B.; Parmenter, Brian R[ichard]; Ryland, G[eorge] J.; Sutton, John M. (1977). Orani, A Multisectoral Model of the Australian Economy: Current Specifications and Illustrations of Use for Policy Analysis. First Progress Report of the IMPACT Project, Vol. 2. Canberra: Australian Government Publishing Service.
- Dixon, Peter B.; Powell, Alan A[nthony]; Parmenter, Brian R. (1979). Structural Adaptation in an Ailing Macroeconomy. Melbourne University Press. ISBN 978-0522841886.
- Dixon, Peter B; Bowles, S.; Kendrick, D[avid Andrew] (1980). Notes and Problems in Microeconomic Theory. Amsterdam: North-Holland.
- Dixon, Peter B.; Parmenter, Brian R.; Sutton, John M.; Vincent, David P. (1982). Orani: A Multisectoral Model of the Australian Economy. Contributions to Economic Analysis (142). Amsterdam: North-Holland. ISBN 0-444-86294-3.
- Dixon, Peter B.; Parmenter, Brian R.; Powell, Alan A.; Wilcoxen, Peter J.; Pearson, Ken R. (1992). Notes and Problems in Applied General Equilibrium Economics. North-Holland. ISBN 978-0-444-88449-7.
- Dixon, Peter B.; Rimmer, Maureen T. (2002). Dynamic General Equilibrium Modelling for Forecasting and Policy: A Practical Guide and Documentation of MONASH. Contributions to economic analysis (256). Amsterdam: Elsevier. ISBN 0444512608.
- Dixon; Jorgenson, eds. (2012). Handbook of Computable General Equilibrium Modelling (2 volumes). North-Holland.
- Dixon, Peter B.; Jerie, Michael; Rimmer, Maureen T. (2018). Trade Theory in Computable General Equilibrium Models. Advances in Applied General Equilibrium Modeling. Singapore: Springer Nature. ISBN 978-981-10-8323-5.
- Dixon, Peter B; Jerie, Michael; Rimmer, Maureen T.; Wittwer, Glyn (2019). «Rapid Assessment of the Economic Implications of Terrorism Events Using a Regional CGE Model: Creating GRAD-ECAT».  En Okuyama; Rose, eds. Advances in Spatial and Economic Modeling of Disaster Impacts. Advances in Spatial Science. Cham, Switzerland: Springer Nature. pp. 121-161. ISBN 978-3-030-16236-8. doi:10.1007/978-3-030-16237-5_6.